# Нильсон, Кристина
Кристи́на Ни́льсон (швед. Kristina Nilsson; 20 августа 1843, Ведерслёв — 20 ноября 1921, Векшё) — шведская оперная певица (колоратурное сопрано). В 1887 году, перед уходом со сцены, вступила в брак с испанским аристократом и стала именоваться графиней де Каса-Миранда. 

## Биография
Дочь крестьянина. Сама училась играть на скрипке и флейте, пела на ярмарках со своим братом. В 1938 году в Юнгбю установлен памятник, на котором 13-летняя певица изображена в крестьянском платье, со скрипкой в руке.
В течение двух лет училась у Франца Бервальда. Далее обучалась в Париже у Франсуа Вартеля и других педагогов. В Парижской опере блистала в операх «Гамлет» (первая исполнительница роли Офелии), «Марта» и «Дон-Жуан». Вокальные данные и владение техникой бельканто позволяли ей на равных конкурировать с Аделиной Патти. Обе соперницы пели на похоронах Россини. 
С 1860 года она давала концерты в Стокгольме и других городах Швеции. В связи с её выступлением с балкона стокгольмского Гранд-отеля в сентябре 1885 года случилась давка, в ходе которой 18 человек погибло и не менее 70 получили ранения. В 1869 году Нильсон была избрана в члены Шведской королевской академии музыки.  
В 1872—85 годах несколько раз гастролировала в Петербурге и Москве (в связи с чем упоминается в романе «Анна Каренина»). Царская семья одарила её драгоценностями, благоприятный отзыв о выступлении Нильсон в Большом театре оставил Чайковский. 
Осенью 1870 года по инициативе Мориса Стракоша совершила первый тур по Соединенным Штатам и Канаде (в связи с чем упоминается в романе «Эпоха невинности»). История «Метрополитен-оперы» началась в 1883 году с постановки «Фауста» с Нильсон в роли Маргариты; в том же году она пела в гостях у президента США в Белом доме.
После смерти в 1882 году первого мужа вступила в романтические отношения с испанским графом де Каса-Миранда и через пять лет стала его женой. В 1888 году объявила об уходе со сцены, дав несколько прощальных концертов в Альберт-холле. После этого жила по преимуществу в Испании и Франции, издала пособие для молодых певиц, сочинила несколько романсов.
Помимо поставленного голоса, Нильсон отличалась грациозной внешностью и сценическим мастерством.  Гастон Леру вывел её под именем Кристины Даэ в своём романе «Призрак Оперы».